# VDL Groep

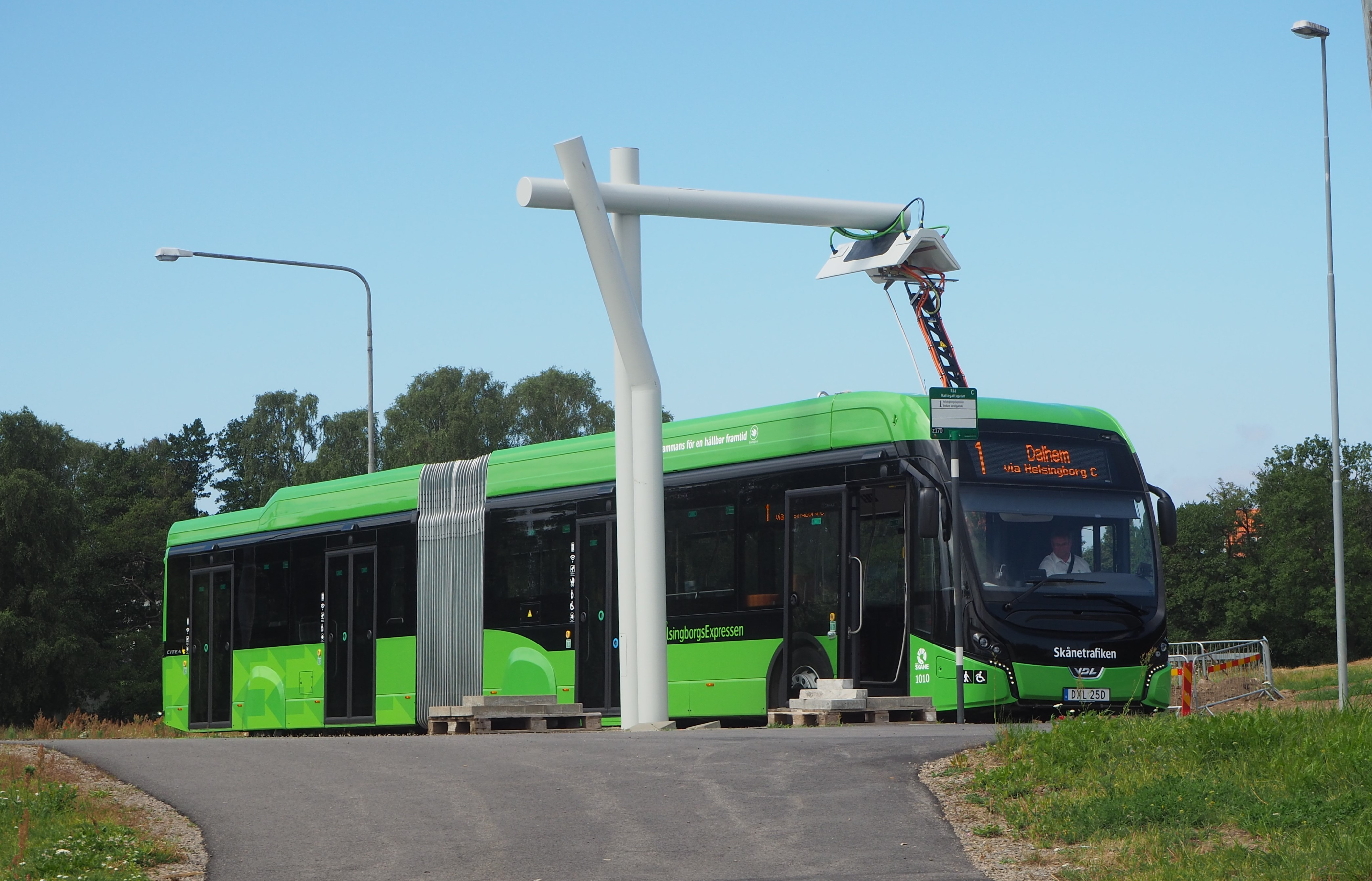
Helsingborgsexpressen av modell Citea Low Floor Electric vid laddningsstationen i Råå

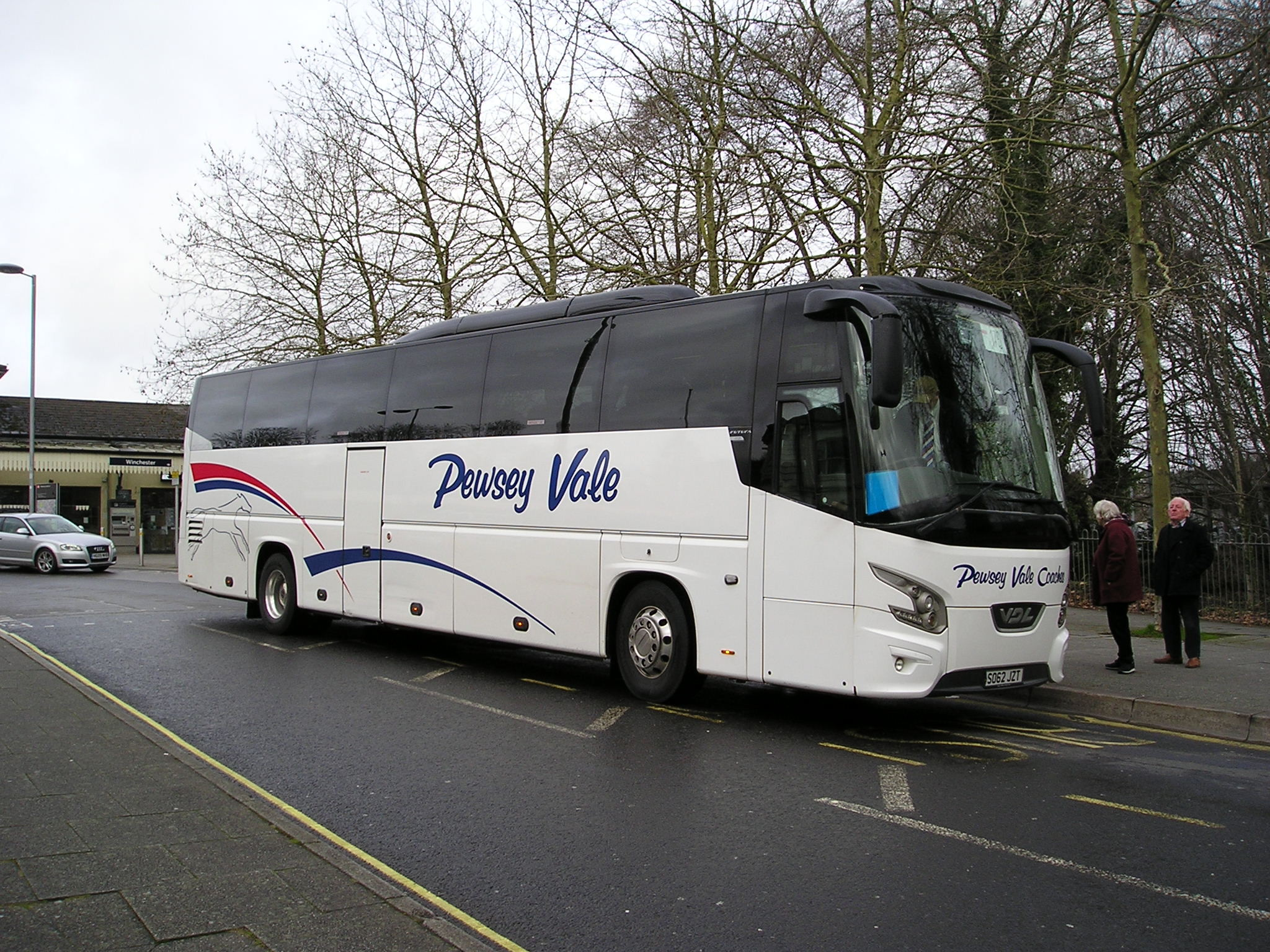
VDL Bova

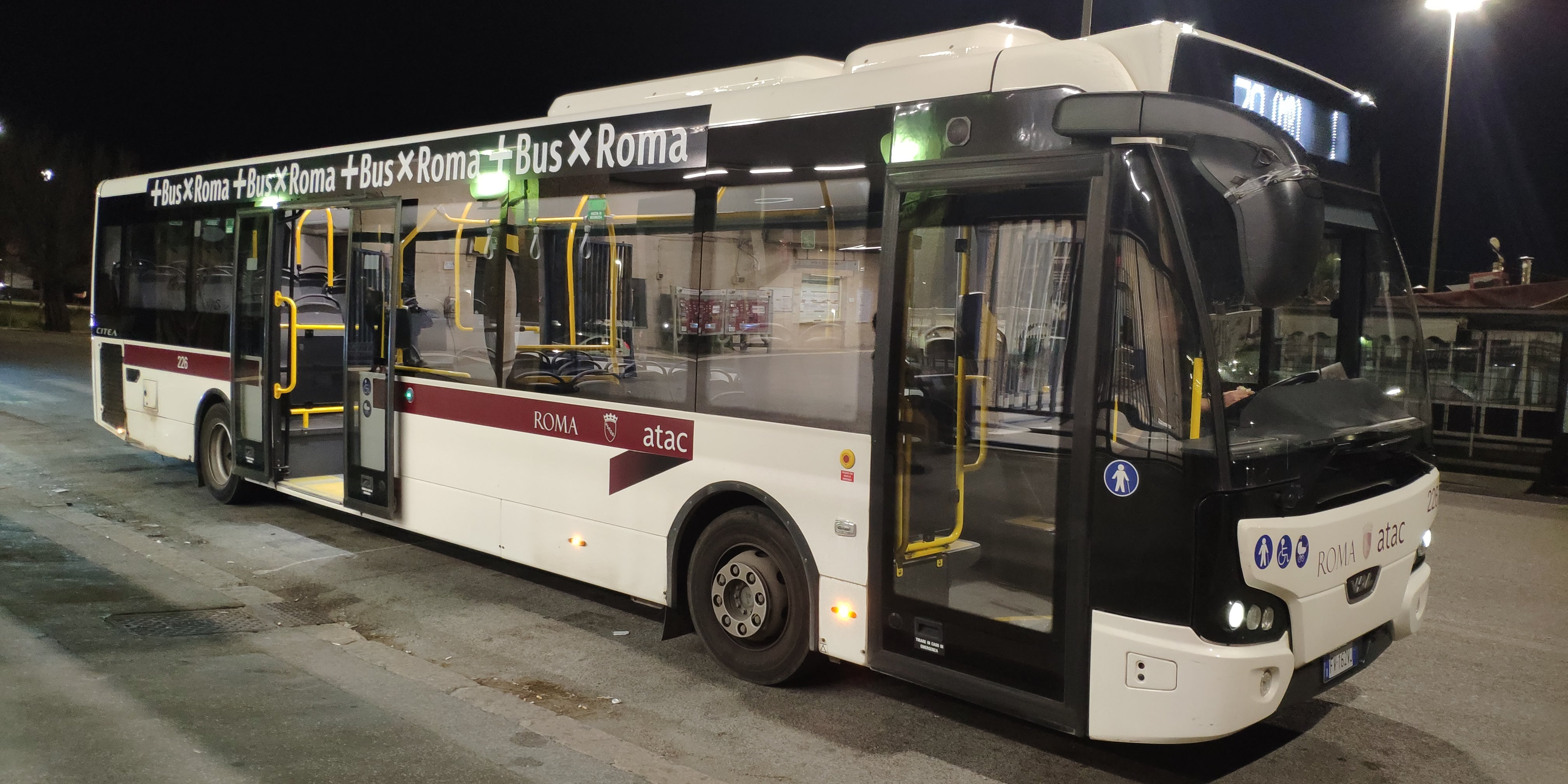
VDL Citea.

VDL-Groep är en nederländsk familjeägd busstillverkare som grundades 1953. Bussdivisionen bildades efter det att United Bus gått i konkurs 1993, då VDL tog över DAF Bus och Bova. Sedan Den Oudsten gick i konkurs 2001, ingår alla nederländska busstillverkare, samt belgiska Jonckheere, i VDL Groep.